# Clasamentul pe medalii la Jocurile Olimpice de Tineret 2016
Clasamentul pe medalii la Jocurile Olimpice de Tineret 2016 este lista Comitetelor Olimpice Naționale (CON) în ordinea numărului de medalii de aur obținute de sportivi în cadrul Jocurilor Olimpice de Tineret 2016 desfășurate în Lillehammer, Norvegia în perioada 12 - 21 februarie 2016. Aproximativ 1068 de sportivi de la 71 de CON au participat în 70 de probe sportive în cadrul a 15 sporturi.

## Tabelul medaliilor
Ordinea țărilor din acest tabel este în conformitate cu regulile oficiale publicate în convenția CIO și cu informațiile oferite de către Comitetul Internațional Olimpic. Așadar, primele țări sunt luate în ordinea numărului de medalii de aur. Apoi, sunt luate în considerare medaliile de argint, iar mai apoi cele de bronz. Dacă scorul este egal, țările sunt ordonate alfabetic.
Câteva medalii au fost obținute de sportivi din mai multe țări, dar care au concurat împreună sub titulatura de „Echipe mixte”. În clasament, echipele mixte nu primesc vreun loc.
      Țara gazdă (Norvegia)
      România
| Loc   | Țară                             | Aur | Argint | Bronz | Total |
| ----- | -------------------------------- | --- | ------ | ----- | ----- |
| 1     | Statele Unite ale Americii (USA) | 10  | 6      | 0     | 16    |
| 2     | Coreea de Sud (KOR)              | 10  | 3      | 3     | 16    |
| 3     | Rusia (RUS)                      | 7   | 8      | 9     | 24    |
| 4     | Germania (GER)                   | 7   | 7      | 8     | 22    |
| 5     | Norvegia (NOR)                   | 4   | 9      | 6     | 19    |
| —     | Echipele mixte                   | 4   | 4      | 5     | 13    |
| 6     | Elveția (SUI)                    | 4   | 3      | 4     | 11    |
| 7     | China (CHN)                      | 3   | 5      | 2     | 10    |
| 8     | Canada (CAN)                     | 3   | 2      | 1     | 6     |
| 9     | Suedia (SWE)                     | 3   | 2      | 0     | 5     |
| 10    | Slovenia (SLO)                   | 3   | 0      | 2     | 5     |
| 11    | Japonia (JPN)                    | 2   | 4      | 0     | 6     |
| 12    | Austria (AUT)                    | 2   | 3      | 5     | 10    |
| 13    | Franța (FRA)                     | 2   | 1      | 3     | 6     |
| 14    | Marea Britanie (GBR)             | 2   | 0      | 2     | 4     |
| 15    | Italia (ITA)                     | 1   | 2      | 6     | 9     |
| 16    | Letonia (LAT)                    | 1   | 1      | 0     | 2     |
| 17    | România (ROU)                    | 1   | 0      | 0     | 1     |
| 17    | Ucraina (UKR)                    | 1   | 0      | 0     | 1     |
| 19    | Australia (AUS)                  | 0   | 3      | 1     | 4     |
| 20    | Cehia (CZE)                      | 0   | 2      | 2     | 4     |
| 21    | Finlanda (FIN)                   | 0   | 1      | 5     | 6     |
| 22    | Ungaria (HUN)                    | 0   | 1      | 1     | 2     |
| 22    | Noua Zeelandă (NZL)              | 0   | 1      | 1     | 2     |
| 24    | Belgia (BEL)                     | 0   | 1      | 0     | 1     |
| 24    | Slovacia (SVK)                   | 0   | 1      | 0     | 1     |
| 26    | Kazahstan (KAZ)                  | 0   | 0      | 2     | 2     |
| 27    | Bulgaria (BUL)                   | 0   | 0      | 1     | 1     |
| 27    | Olanda (NED)                     | 0   | 0      | 1     | 1     |
| Total | Total                            | 70  | 70     | 70    | 210   |